# Long Distance - Linea diretta con l'assassino
Long Distance - Linea diretta con l'assassino (Long Distance) è un film del 2005 diretto da Marcus Stern.

## Trama
Una giovane donna sbaglia a comporre un numero di telefono e qualche minuto dopo viene ricontattata da un uomo che ha appena commesso un omicidio. Da quella sera l'assassino la tormenta, chiamandola dalle abitazioni delle vittime ogni volta che ha intenzione di uccidere, mentre il cerchio degli omicidi sembra stringersi proprio attorno a lei.

## Distribuzione
È stato presentato nel 2005 al Tribeca Film Festival.